# スィウダード・デ・クェツァラン
スィウダード・デ・クェツァランまたはシウダー・デ・クェツァラン（Ciudad de Cuetzalan）は、メキシコのプエブラ州にある町、基礎自治体。プエブロ・マヒコ選出。